# Bermudy na Zimowych Igrzyskach Olimpijskich 2010

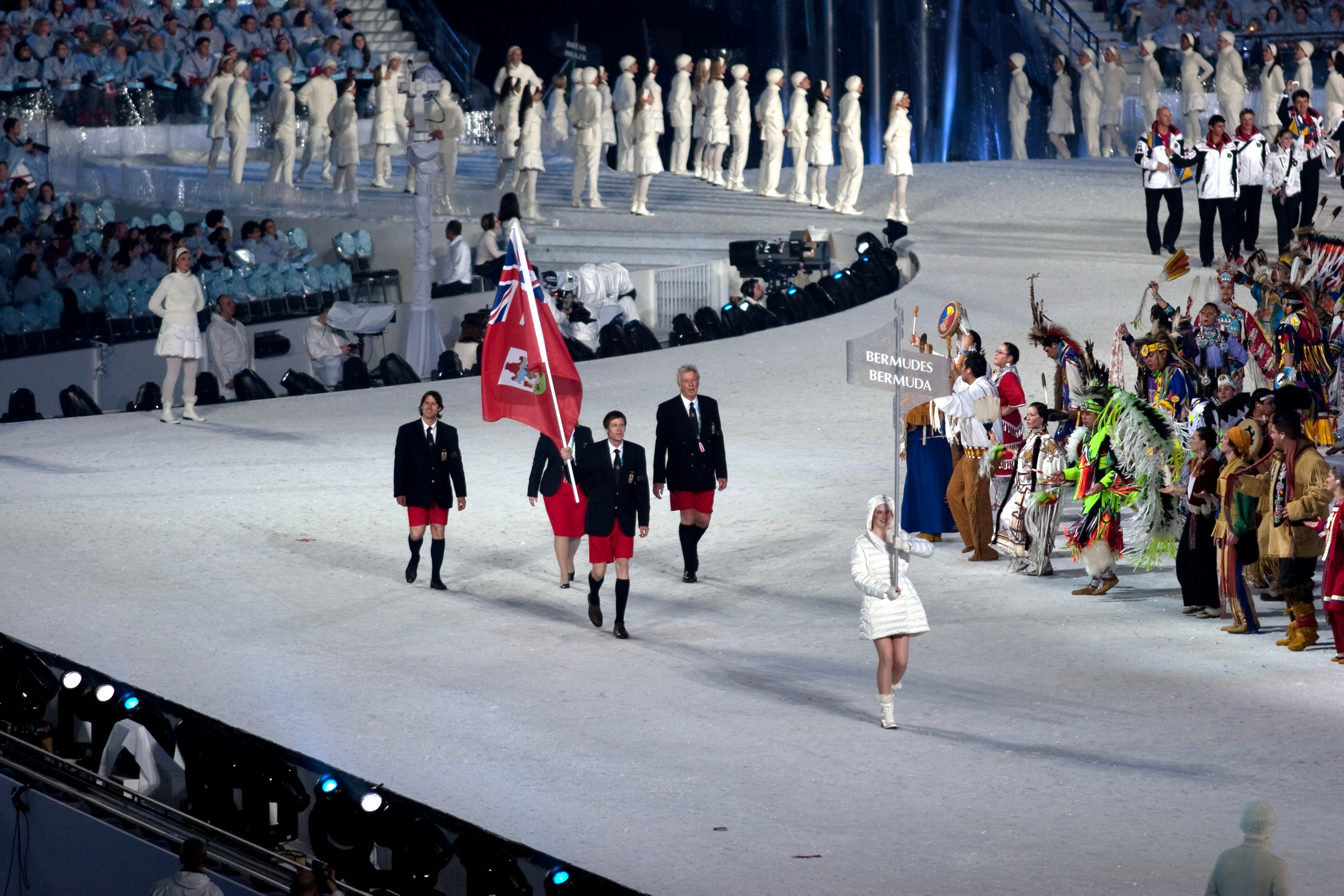
Reprezentacja Bermudów podczas uroczystości otwarcia igrzysk

Bermudy na Zimowych Igrzyskach Olimpijskich 2010 reprezentował jeden zawodnik.

## Biegi narciarskie
Mężczyźni
| Zawodnik      | Konkurencja   | wynik   | pozycja | Źródło |
| ------------- | ------------- | ------- | ------- | ------ |
| Tucker Murphy | Bieg na 15 km | 42:39,1 | 88.     | [ 1 ]  |